# هان لو
هان لو (به انگلیسی: Han Lue) یک شخصیت خیالی در مجموعه فیلم‌های سریع و خشمگین است که توسط سانگ کانگ به تصویر کشیده شده‌است و مانند خود شخصیت کره‌ای تبار است. این شخصیت برای اولین بار در فیلم شانسی بهتر برای فردا (۲۰۰۲) ظاهر شد و بعداً در فیلم سریع و خشمگین: توکیو دریفت (۲۰۰۶) به عنوان مربی شان بازوِل حضور پیدا کرد. هان به عنوان عضوی از گروه دومینیک تورتو در فیلم‌های سریع و خشمگین ۴ (۲۰۰۹)، سریع و خشمگین ۵ (۲۰۱۱)، سریع و خشمگین ۶ (۲۰۱۳)، خشمگین ۷ (۲۰۱۵) او اخیرا در اف۹ (۲۰۲۱) و فست اکس (۲۰۲۳) نیز حضور داشت.